# Mercer megye (Ohio)
Mercer megye az Amerikai Egyesült Államokban, azon belül Ohio államban található. Megyeszékhelye és legnagyobb városa Celina. Lakosainak száma 42 528 fő (2020. április 1.). Mercer megye Adams, Van Wert, Auglaize, Shelby, Darke és Jay megyékkel határos.

## Népesség
A megye népességének változása:
| Lakosok száma | 40 765 | 40 785 | 40 867 | 40 784 | 40 968 | 42 528 |
|               | 2010   | 2011   | 2012   | 2013   | 2015   | 2020   |